# Peter Biele
Peter Biele (* 12. November 1931 in Dresden; † 1. Juli 2021 ebenda) war ein deutscher Schauspieler und Schriftsteller sowie Hörspielautor und -sprecher, der sowohl in der DDR als auch im wiedervereinigten Deutschland gewirkt hat.

## Leben
Peter Biele wurde 1931 in Dresden als Sohn eines kaufmännischen Angestellten und einer Verkäuferin geboren. Er spürte in seiner Jugendzeit die Kriegsfolgen hautnah, da seine Heimatstadt in Trümmern lag. So entzog er sich der zerstörten Umwelt, indem er viel Zeit in der „alternativen“ geschlossenen Welt des Theaters verbrachte. Schließlich wollte er darin als Schauspieler aufgehen. Achtzehnjährig, nach dem Abitur, besuchte er die Schauspielschule in Berlin und übte fast 20 Jahre lang die Schauspielkunst zunächst in Altenburg, Dresden und Görlitz aus. Dann war er von 1965 bis 1970 am Landestheater Halle engagiert, wo er unter Horst Schönemann viel dazulernte.
Dennoch verlangte es ihn nach Veränderung, nicht zuletzt auch wegen kritischer Beurteilungen, weil er darstellerisch überzogen habe oder seine persönliche Sympathiewertung der von ihm verkörperten Figuren habe mitschwingen lassen. Er unternahm verschiedene Reisen, die ihn zu Gedichten inspirierten. Schon seit etwa 1961 hatte er Gedichte verfasst. Um ganz auf den dichterischen Bereich umzusteigen, ließ er sich bis zum Sommer 1973 am Institut für Literatur „Johannes R. Becher“ Leipzig ausbilden. Von da ab lebte er als freischaffender Schriftsteller. Im selben Jahr wurde ihm der Förderungspreis des Mitteldeutschen Verlages für seine Gedichte zugesprochen. Ebenfalls 1973 gründete er den Zirkel Schreibender Arbeiter im VEB Kombinat Fortschritt Landmaschinen Neustadt (Sachsen), dem er als Leiter einige Jahre vorstand. Die ersten Texte der Gruppe erschienen damals in der Betriebszeitung, später gab es gesonderte Veröffentlichungen, zum Beispiel in Form von Broschüren. Biele trug auch die Verantwortung für die Fördergruppe schreibender Arbeiter beim Bezirkskabinett für Kulturarbeit. Sein eigener Lyrikband mit dem Titel Der Schindelmacher erschien 1974 im Mitteldeutschen Verlag. Im Kombinat Fortschritt baute er zudem ein Arbeitertheater auf.
1977 wurde er Parteisekretär in der Dresdner Bezirksorganisation des Schriftstellerverbandes der DDR. Im Herbst 1977 war seine Arbeit an der seitenstarken Komödiantengeschichte Tod im Kostüm abgeschlossen und konnte im Folgejahr – wieder beim Mitteldeutschen Verlag – veröffentlicht werden. Neben Lyrik und Prosa schrieb er Funkdramatik (Hörspiele), Reportagen, Reiseberichte, Filmszenarien und Essays und steuerte Texte zu unter einem bestimmten Motto stehenden Theaterabenden bei. Dabei kam es bei Theater-, Hörfunk- und Fernseharbeiten häufig zu einer Zusammenarbeit mit dem Theaterwissenschaftler und Hörspielautor Elifius Paffrath, wobei auch vieles unveröffentlicht blieb, wie beispielsweise das als Hörspiel angelegte, aber ausufernde und deshalb zum Fernsehfilmexposé umfunktionierte Das verschleierte Bild zu Saalitz. Bieles Vorbilder in seiner Zeit als DDR-Autor waren Daniil Granin, Wladimir Tendrjakow, Justinas Marcinkevičius sowie der Lyriker Giuseppe Ungaretti, bei dem ihn der Lakonismus und die Kargheit der Gedichte anzog, zwei Merkmale, die auch viele seiner eigenen aufweisen.
Nach der Wende stieg er wieder in die Schauspielerei ein. Von Anfang bis Mitte der 1990er Jahre gehörte er dem Ensemble des Schauspielhauses Chemnitz an. Danach hatte er Gastverträge an den Komödien in Dresden, Berlin und Hamburg, außerdem in Neuss und Hannover sowie beim Potsdamer Ensemble Poetenpack. Ab 1990 war er Vorstandsmitglied des Landesvereins Sächsischer Heimatschutz in Dresden sowie Redaktionsmitarbeiter der Zeitschrift Mitteilungen des Landesvereins Sächsischer Heimatschutz und des Kalenders Sächsische Heimat. 1991 hielt er Vorträge an der Europäischen Schule in Luxemburg.
1997 zog es ihn von Dresden nach Magdeburg zu der Autorin Ingrid Hahnfeld, die er 40 Jahre zuvor an den Landesbühnen Sachsen in Radebeul kennengelernt hatte und mit der er sich literarisch bestens verstand. In seiner Magdeburger Zeit legte er, nachdem er in Dresden die Briefe der Schauspielerin Traute Richter kommentiert herausgegeben hatte, drei Bücher vor; die beiden letzten autobiografisch gefärbt. Das 2004 erschienene Wassermannsträume oder Die Rätsel der Königin von Saba war bereits um 1980 abgefasst, aber von den DDR-Gremien nicht zur Veröffentlichung freigegeben worden.
Er starb am 1. Juli 2021 in Dresden. Sein Grab befindet sich auf dem Friedhof in Dresden-Loschwitz.

## Werke

### Lyrik
- Gedichte. In: Sinn und Form. Beiträge zur Literatur, 17. Jg., Heft 6 1965, S. 810–813.
- Tausendundeinenacht./An Rumpelstilzchen./Lob eine Eroberers. In: Auswahl 66. Neue Lyrik – Neue Namen. Die Auswahl besorgten Bernd Jentzsch und Klaus-Dieter Sommer. Verlag Neues Leben, Berlin 1966, S. 108–111.
- Gedichte. In: Neue Texte. Almanach für deutschsprachige Literatur. Herbst 1968 (= Band 7). Aufbau-Verlag, Berlin/Weimar 1968, S. 186–189.
- Bergerlebnis. In: Sinn und Form. Beiträge zur Literatur, 23. Jg., Heft 3 1971, S. 699.
- Der Schindelmacher. Gedichte. Mit Graphiken von Peter Sylvester. Mitteldeutscher Verlag, Halle (Saale) 1974.
- Der Klempner und seine Söhne./Die Olympionikin. In: Die Schublade. Texte aus erster Hand. Band 2. Herausgegeben von Hinnerk Einhorn und Roswitha Jendryschik. Mitteldeutscher Verlag, Halle (Saale)/Leipzig 1985, S. 77 f.

### Prosa
- Tod im Kostüm. Eine Komödiantengeschichte. Mitteldeutscher Verlag, Halle (Saale)/Leipzig 1978.
- [Nicht eruierter Titel.] In: Die Schwester. Arbeiten Dresdner und Leningrader Schriftsteller, Schriftstellerverband der Deutschen Demokratischen Republik, Bezirk Dresden, mit Unterstützung der Leningrader Organisation des Schriftstellerverbandes der RSFSR (Hrsg.). Verlag Zeit im Bild, Dresden 1979.
- Kwaß mit Dostojewski. In: Die Schublade. Texte aus erster Hand. [Band 1.] Herausgegeben von Helga Duty, Roswitha Jendryschik, Karin Röntsch. Mitteldeutscher Verlag, Halle (Saale)/Leipzig 1982, S. 279–292.
- Thermalbad am Szabadság-Strand. In: Die Schublade. Texte aus erster Hand. Band 2. Herausgegeben von Hinnerk Einhorn und Roswitha Jendryschik. Mitteldeutscher Verlag, Halle (Saale)/Leipzig 1985, S. 206.
- Rückkehr zu den Waffen. In: Der Geschichtenkalender 1987. Dritter Jahrgang. Herausgegeben von Klaus Steinhaußen. Mit Grafiken von Wolfgang Würfel. Greifenverlag zu Rudolstadt, Rudolstadt 1987, ISBN 3-7352-0005-2, S. 174–176.
- Tante Flora. In: Die Schublade. Texte aus erster Hand. Band 3. Herausgegeben von Roswitha Jendryschik und Ute Scheffler. Mitteldeutscher Verlag, Halle (Saale)/Leipzig 1988, ISBN 3-354-00336-7, S. 301–311.
- Sieg und Platz. In: Der Geschichtenkalender 1990. Sechster Jahrgang. Herausgegeben von Klaus Steinhaußen. Mit Grafiken von Lothar Sell. Greifenverlag zu Rudolstadt, Rudolstadt 1990, ISBN 3-7352-0157-1, S. 140–144.
- Wassermannsträume oder Die Rätsel der Königin von Saba. Roman. Dr. Rinke Verlag, Gröbzig 2004, ISBN 3-9808507-2-2.
- Aus dem Eckhaus. Roman. Goldenbogen, Dresden 2010, ISBN 978-3-932434-29-7.
- Nähe und Ferne. Zufallsblicke. Zeichnungen von Klaus Drechsler. Typostudio Schumacher/Gebler, Dresden 2011, ISBN 978-3-941209-08-4.

### Reiseberichte und Reiseführerbeiträge
- Leningrader Miniaturen. In: Sächsische Zeitung, Dresden, 11. April 1975.
- Mongolische Miniaturen. In: Auf der Straße nach Kłodawa. Reiseerzählungen und Impressionen. Herausgegeben und mit einem Nachwort von Manfred Jendryschik. Mitteldeutscher Verlag, Halle (Saale), 1977, S. 430–435.
- Prießnitzgrund und Schlangenschlucht. In: Sächsische Zeitung, Dresden, 6. Mai 1978.
- Sachsen. Ein Reiseverführer. Greifenverlag, Rudolstadt 1978.
- Rostower Miniaturen. Nach Asien zu Fuß und zurück oder Europa auf Abriß. In: Sinn und Form. Beiträge zur Literatur, 32. Jg., Heft 1 1980, S. 117–133.
- Nach Belgrad zum Oktobermeeting. In: Sinn und Form. Beiträge zur Literatur, 35. Jg., Heft 1 1983, S. 200–213.
- Aufstieg und Fall. Dresden zwischen 1815 und 1945. In: Iris Schilke (Hrsg.): Dresden. Wegweiser durch Stadt und Umgebung. Mit Beiträgen von Peter Biele (= Wegweiser; Band 3). Signet-Verlag, Mannheim 1991, ISBN 3-927595-32-2, S. 97–105.
- Elbserenade. Eine musikalische Dampferfahrt. In: Iris Schilke (Hrsg.): Dresden. Wegweiser durch Stadt und Umgebung. Mit Beiträgen von Peter Biele (= Wegweiser; Band 3). Signet-Verlag, Mannheim 1991, ISBN 3-927595-32-2, S. 117–122.

### Essays und Buchbesprechungen
- Horst Schönemann im nächtlichen Gespräch mit seiner Straßenbahn. In: Sinn und Form. Beiträge zur Literatur, 23. Jg., Heft 2 1971, S. 390–415.
- Nochmals – „Die neuen Leiden...“ In: Sinn und Form. Beiträge zur Literatur, 25. Jg., Heft 6 1973, Umschau und Kritik, S. 1288–1293.
- Die drei Reisen des Bulat Okudshawa oder Metamorphose eines Komödianten. In: Sinn und Form. Beiträge zur Literatur, 36. Jg., Heft 2 1984, S. 359–374.
- Mißtraut der Nachtigall. In: Sinn und Form. Beiträge zur Literatur, 39. Jg., Heft 3 1987, Umschau und Kritik, S. 647–651.
- Anflug – Fantasie über meine Heimatstadt. In: Klingendes Dresden. Die Dresdner Musikfestspiele in ihrem ersten Jahrzehnt. Herausgegeben von Winfried Höntsch und Horst Seeger. Deutscher Verlag für Musik, Leipzig 1988, ISBN 3-370-00261-2, S. 9–52.

### Herausgeberschaft
- Jan und Heidi. Eine Fibel für die Kinder der Fortschrittwerker und ihre Freunde / Zirkel Schreibender Arbeiter im Kombinat Fortschritt Landmaschinen, VEB Erntemaschinen Neustadt. Mit Bildern aus dem Schüler-Mal- und -Zeichenzirkel des Betriebs unter Leitung von Christian Hasse. Verlag Neustadt in Sachsen, Neustadt 1982.
- Ja, jetzt ist’s nun passiert (= Traute Richter. Die Dresdner Schauspielerin in ihren Briefen; Band 1). Dingsda-Verlag Cornelia Jahns, Querfurt 1996, ISBN 3-928498-48-7.
- Das war’s, meine Lieben (= Traute Richter. Die Dresdner Schauspielerin in ihren Briefen; Band 2). Mit einem Bildessay von Joachim Jahns. Dingsda-Verlag Cornelia Jahns, Querfurt 1999, ISBN 3-928498-65-7.
- Sachsen – Zukunft aus Herkunft. Festschrift 100 Jahre Landesverein Sächsischer Heimatschutz 1980–2008. Landesverein Sächsischer Heimatschutz, Dresden 2008, ISBN 978-3-9812320-0-4.

### Hörspiele/Features
- Die Träume des Dr. Reinschmidt. Regie: Horst Schönemann, Rundfunk der DDR, 5. Mai 1968 (Sprecherrolle).
- Widerspruch. Regie: Horst Schönemann, Rundfunk der DDR, 19. September 1969 (Sprecherrolle).
- Beim Tod zu Gast (1). Regie: Klaus Zippel, Rundfunk der DDR, 1. Februar 1970 (Sprecherrolle).
- Beim Tod zu Gast (2). Regie: Klaus Zippel, Rundfunk der DDR, 15. Februar 1970 (Sprecherrolle).
- Schwarze Scalare. Regie: Walter Niklaus, u. a. mit Kurt Böwe, Rundfunk der DDR, 30. Dezember 1970 (Sprecherrolle).
- Gespräche mit einem Zeitgenossen. Ein Feature-Zyklus in sieben Folgen. Regie: Albrecht Surkau, Sprecher: Hilmar Thate, Rundfunk der DDR, 6. April 1970 (Autor, gemeinsam mit Elifius Paffrath)
- Wir gedenken deiner, Stojan. Regie: Walter Niklaus, Rundfunk der DDR, 25. Juli 1971 (Sprecherrolle).
- Selbstgespräch des Bürgermeisters Hasse. Regie: Barbara Plensat, Rundfunk der DDR, 5. November 1973 (Autor).
- Archivakte Georg Sacke. Regie: Albrecht Surkau, Berliner Rundfunk, 3. September 1973 (Autor).
- Martha und das Gänseliesel. Regie: Wolfgang Schonendorf, Rundfunk der DDR, 18. August 1974 (Autor).
- Kwaß mit Dostojewski. Regie: Joachim Staritz, Dramaturgie: Elifius Paffrath, u. a. mit  Christoph Engel, Rundfunk der DDR, 20. Januar 1976 (Autor).
- Irene Richter, Schichtmeister im VEB Kunstseidenwerk „Siegfried Rädel“ in Pirna. Regie: Detlef Kurzweg, Dramaturgie: Elifius Paffrath, u. a. mit Walfriede Schmitt, Rundfunk der DDR, 26. April 1976 (Autor, gemeinsam mit Elifius Paffrath).
- Die Tücke der Tür – Erinnerungen an einen alten Lehrer. Regie: Klaus Zippel, Rundfunk der DDR, 7. Juni 1977 (Autor).

### Revuen/Theaterabende
- Anstoß oder Frauen am Ball, Thomas-Müntzer-Theater Eisleben, UA 7. Mai 1971 (Mitautor in einem „Autorenkollektiv“, darunter der Regisseur der Revue, Elifius Paffrath).
- Anregung oder Was ist heute revolutionär?, Landestheater Halle, UA 9. Mai 1969, Regie: Horst Schönemann (Mitautor; Buchausgabe: Anregung oder Was ist heute revolutionär? Ein Theaterabend unter Leitung von Horst Schönemann. Dokumentation über den Versuch des Landestheaters Halle, mit einem auf neue Art erarbeiteten Bühnenstück gesellschaftlich wirksam zu werden. Für den Druck bearbeitet und herausgegeben von Christoph Funke und Peter Ullrich. Buchverlag Der Morgen, Berlin 1970).

## Theaterregie
- 1967: Geliebter Lügner (Jerome Kilty), Landestheater Halle, Premiere 27. November 1967.

## Filmografie
- 1960: Die kluge Bauerntochter (Puppenfilmszenarium)
- 1961: Die Geschichte vom Weihnachtsmann (Trickfilmfigurenstimme)
- 1966: Der Neffe als Onkel (Fernsehfilm, Darsteller)
- 1968: Hauptmann Florian von der Mühle (Darsteller)
- 1968: Charleys neueste Tante (im Fernsehen übertragene Aufführung aus dem Fernsehtheater Moritzburg)
- 1969: Seine Hoheit – Genosse Prinz (Darsteller)
- 1969: Das Wanderdünenfräulein (Fernsehproduktion von Bieles Inszenierung)
- 1971: Zollfahndung (Fernsehserie), Episode: Meisterzinn (Darsteller)
- 1971: Zeitgenossen (Darsteller)
- 1973: Aus dem Leben eines Taugenichts (Darsteller)
- 1975: Abenteuer mit Blasius (Darsteller)